# Bernardino Spada
Pour les articles homonymes, voir Spada (homonymie).
Bernardino Spada (né  à Brisighella, dans les États pontificaux, le 21 avril 1594 et mort à Rome, le 10 novembre 1661) est un cardinal italien du XVIIe siècle. Il est l'oncle du cardinal Giambattista Spada (1654) et le grand-oncle du cardinal Fabrizio Spada (1675) et de Sigismondo Spada, prélat papal (1622-1675).

## Biographie
Bernardino Spada est le fils du riche marchand Paolo Spada, trésorier de la légation de Romagne des États pontificaux (entre 1560 et 1564) et de son épouse en secondes noces Daria des marquis Albicini de Forlì. Il est destiné par son père à la carrière ecclésiastique, comme son frère Virgilio (1596-1662), et il étudie à Rome. Il est référendaire au tribunal suprême de la Signature apostolique et exerce plusieurs fonctions au sein de la Curie romaine, notamment comme clerc à la Chambre apostolique. Il est aussi chanoine à Padoue et à Brescia. En 1623, à vingt-neuf ans, il est consacré en l'église Saint-Louis-des-Français archevêque titulaire de Damiette (de) par le cardinal Bentivoglio et devient nonce apostolique à la cour de France de 1623 à 1627. Il y reçoit le bref du Pape Urbain VIII, ordonnant le rattachement de la Société de Bretagne à la Congrégation de Saint-Maur. Il consacre évêque Richard Smith, vicaire apostolique d'Angleterre, le 12 janvier 1625.
Il est créé cardinal par le pape Urbain VIII lors du consistoire du 19 janvier 1626. Spada est légat à Bologne de 1627 à 1631. Lorsque l'épidémie de peste bubonique y éclate en 1630-1631, il organise un système de soins, puis retourne à Rome. Il est ensuite camerlingue du Sacré Collège en 1638-1639 et préfet de la Congrégation dei confini.
Le cardinal Spada participe au conclave de 1644 (élection d'Innocent X) et au conclave de 1655 (élection d'Alexandre VII). 
Il est connu comme grand mécène des artistes et comme humaniste. Sa collection d'art est au palais Spada à Rome, qu'il achète en 1632 et fait arranger par Borromini.
Il est inhumé en l'église San Girolamo della Carità de Rome.

## Succession apostolique
Bernardino Spada a ordonné les évêques suivants :
- Évêque Richard Smith (1625)
- Évêque Timoteo Pérez Vargas (es), O.C.D. (1632)
- Évêque Giovanni Taddeo di Sant'Eliseo (it), O.C.D. (1632)
- Évêque Vittore Capello (en), C.R.S. (1633)
- Évêque Costantino de Rossi, C.R.S. (1634)
- Archevêque Diego Requeséns (en) (1637)
- Évêque Prospero Spínola (en) (1637)
- Évêque Attilio Orsini (1638)
- Évêque Pietro Paolo Bonsi (1638)
- Évêque Giovanni Francesco Gozzadini (1641)
- Évêque Alessandro Pauli (en) (1643)
- Évêque Antonio Montecatini (1643)
- Évêque Pier Francesco Filonardi (it) (1646)
- Archevêque Carlo de' Vecchi (en) (1648)
- Évêque Francesco Maria Ghislieri (1649)
- Évêque Pietro Paolo Russo (en) (1649)
- Évêque Christophoro d'Authier de Sisgau, O.S.B. (1651)
- Évêque Vincenzo Candiotti (1653)
- Évêque Carlo Settala (it) (1653)
- Archevêque Ludovico Alfonso de Los Cameros (it) (1654)
- Évêque Marco Antonio Pisanelli (1654)
- Évêque Bernardino d'Aragona (en) (1657)
- Évêque Filippo Visconti (en), O.S.A. (1657)